# 君智战略咨询
上海君智企业管理有限公司简称君智战略咨询，它是成立于2010年的一家中国战略咨询公司，创始人谢伟山，其总部位于上海陆家嘴环球金融中心。